# آنتونیو مانیکونه
آنتونیو مانیکون (به ایتالیایی: Antonio Manicone) بازیکن فوتبال و مربی فوتبال اهل ایتالیا است که از سال ۱۹۹۳ میلادی عضو تیم ملی فوتبال ایتالیا بوده و در ۱ بازی ملی حضور داشته‌است. او در بازی‌ ملی‌اش گلی به ثمر نرساند.
آنتونیو مانیکون تنها بازی ملی خود را در سال ۱۹۹۳ میلادی انجام داد.